# Alex Friedrich
A.W. (Alex) Friedrich (23 februari 1971) is een Duits-Griekse arts-microbioloog en hoogleraar. Hij is of was verbonden aan universiteitsziekenhuizen in Münster en Groningen. Hij was in 2020-21 lid van het Outbreak Management Team (OMT), het Nederlandse overheidsadviesorgaan ter zake de COVID-19 pandemie.

## Biografie
Friedrich begon zijn opleiding tot arts-microbioloog in 1999 aan het Universitätsklinikum Würzburg. In de periode van 2001 tot 2004 volgde hij een deel van de opleiding aan het Universitätsklinikum Münster (UKM). Van 2006-2010 was hij chef de clinique in het UKM en habiliteerde hij aan de Westfälische Wilhelms Universiteit in Münster. In 2010 werd hij benoemd tot apl. professor aan de medische faculteit in Münster. In 2011 volgde de aanstelling tot afdelingshoofd  aan het Universitair Medisch Centrum Groningen (UMCG) en tot hoogleraar medische microbiologie aan de Rijksuniversiteit Groningen, deze functies oefende hij uit tot 1 oktober 2021.
Sinds 1 januari 2022 is hij hoogleraar aan Medische Faculteit van de Universiteit Münster en werkt hij als bestuursvoorzitter en medisch directeur van het UKM te Münster.
Ter gelegenheid van zijn vertrek uit Groningen ontving Friedrich in 2021 een koninklijke onderscheiding; hij werd benoemd tot Ridder in de Orde van de Nederlandse Leeuw. Vanuit het UMCG ontving hij de 'Thomassen à Thuessinkpenning'.

## Publicaties (selectie)[2]

### Boeken
- (en) Hallin, M., Friedrich, A. W., & Struelens, M. J. Molecular Epidemiology of Microorganisms: Methods and Protocols, pp. 189-202. ISBN 978-1-60327-998-7.
- (en) Friedrich, A. (2002). Enterohemorrhagic Escherichia coli: current status and future directions for control of human infections.. Springer, pp. 253-263.

## Prijzen en onderscheidingen
- 2010  Robert Koch Young Investigator-Award, presented in the born-town of Robert Koch “Clausthal-Zellerfeld” on the occasion of the given 100th anniversary
- 2012   Health and Prevention-Award of the German Federal State Nordrhein-Westfalen
- 2014  Johan-Peter-Frank-Medal of the Federal Society of Public Health
- 2019  Robert Koch-Award for Hospital Hygiene and Infection Prevention
- 2021 'Thomassen à Thuessinkpenning' van het UMCG[3]
- 2021  Benoemd tot Ridder in de Orde van de Nederlandse Leeuw[3]
- 2021  Benoemd tot de Orde van Verdienste van de Bondsrepubliek Duitsland

## In de media
Aan het begin van de coronapandemie van 2020 kwam Friedrich in het nieuws vanwege het testbeleid in Noord-Nederland. Minister Hugo de Jonge van Volksgezondheid uitte kritiek op het gebruiken van toen nog schaarse diagnostische tests ten behoeve van de screening van medewerkers van het Universitair Medisch Centrum Groningen. Men koos daar vanaf het begin voor een strategie van indammen, opsporen en isoleren van besmettingen met het COVID-19-virus door middel van veelvuldig testen. Architect van dit beleid was Friedrich. Het UMCG pareerde de kritiek door te stellen dat het, in tegenstelling tot wat elders het geval was, geen tekort had aan testmateriaal. De gekozen strategie was bovendien in lijn met de adviezen van de Wereldgezondheidsorganisatie. De minister trok zijn kritiek in op 26 maart 2020 tijdens een debat over de coronacrisis in de Tweede Kamer.
- Gemeinsame Normdatei: 120743566
- International Standard Name Identifier: 0000 0000 1291 1814
- NARCIS: PRS1326851
- Virtual International Authority File: 77154243
- WorldCat: E39PBJjmRR6yYVwJYFY8rj7yh3